# Clans
株式会社Clans（クランズ、英称：Clans Co. Ltd.）は、パブリッシャー向けの収益化支援、分析及び運用を行う日本の企業である。
代表取締役は藤田彬。

## 概要
Clansは藤田彬が2020年3月10日に設立した株式会社。パブリッシャー向けの収益化をサポートし、アドネットワークやSSPなどの広告運用を支援する。Google Ad Managerや各種アドサーバーを活用し、独自のノウハウによる効果的な運用を行う。
また、女性向けメディアであるRolmyを自社メディアとして展開しており、コンテンツの作成・運用を行っている。